# Moonlight (zespół muzyczny)
Moonlight – polski zespół muzyczny, założony w 1991 w Szczecinie. Początkowo grał art rock, po 2004 tworzył muzykę z wpływami trip rocka.
Zespół do 2006 wydał dziesięć albumów studyjnych. zyskując popularność m.in. Polsce oraz w mniejszym stopniu w Niemczech i Włoszech. Do 2002 autorem większości kompozycji oraz tekstów był instrumentalista klawiszowiec Daniel Potasz, wraz z którego odejściem z grupy nastąpiły zmiany stylistyczne w prezentowanej muzyce. W połowie 2007 grupa zawiesiła działalność w wyniku skomplikowanej sytuacji prawnej i konfliktu z wytwórnią muzyczną Metal Mind Productions, a 2015 wznowiła działalność.

## Muzycy
| Obecny skład zespołu - Maja Konarska – wokal (1991–2007, od 2015) - Daniel Potasz – instrumenty klawiszowe (1991–2002, od 2015) - Paweł Gotłas – gitara basowa (1994–2001, od 2015) - Marek Pokorniecki – gitara elektryczna (od 2015) |  | Byli członkowie zespołu - Katarzyna Michalewicz – wokal (1991–1994) - Tomasz Kopczyński – perkusja (1991–1994) - Tomek Wieczorek – perkusja (1994–1997) - Maciej Kaźmierski – perkusja (1997–2006) - Bolesław Wilczek – perkusja - Krzysztof „Biały” Mędrala – perkusja - Szymon Gebel – gitara basowa (1991–1994) - Arkadiusz Wlazło – gitara - Andrzej Kutys – gitara elektryczna (1991–2007) - Michał Podciechowski – gitara basowa (2001–2007) - Andrzej Markowski – instrumenty klawiszowe (2003–2004) - Jakub Maciejewski – instrumenty klawiszowe (2004–2007) |

## Historia
Grupa powstała w 1991 roku w Szczecinie początkowo pod nazwą Under The Vail Of Honesty z inicjatywy przyjaciół z VI LO: Daniela Potasza, Szymona Goebla i Tomasza Kopczyńskiego. Wkrótce do zespołu dołączyli Maja Konarska, Katarzyna Michalewicz, Andrzej Kutys i Arkadiusz Wlazło. Na potrzeby demo zatytułowanego Moonlight, wydanego w 1993 roku przez niezależną wytwórnię Rock’n’Roller, w Studio Akademickiego Radia Pomorze grupa zarejestrowała dziewięć utworów. Demo zostało pozytywnie ocenione zarówno przez fanów, jak i krytykę, i zaowocowało koncertami m.in. na pierwszej edycji festiwalu Castle Party oraz w Jarocinie. Niedługo potem grupę opuścili Katarzyna Michalewicz, Tomasz Kopczyński i Szymon Goebel, których zastąpili Paweł Gotłas oraz Tomasz Wieczorek. W 1996 roku grupa wystąpiła w festiwalach Fama w Świnoujściu, Węgorzewo – gdzie zespół otrzymał nagrodę dziennikarzy oraz publiczności, Przystanek Olecko oraz na trzeciej edycji Castle Party na zamku w Grodźcu. Wkrótce grupa podpisała kontrakt płytowy z katowicką wytwórnią muzyczną Metal Mind Productions. W sierpniu tego samego roku we wrocławskim studio Fonoplastykon zespół zarejestrował wydany 28 października album Kalpa Taru.
Debiutancki album grupy był promowany podczas koncertów w Poznaniu, Warszawie, Zabrzu i Krakowie poprzedzając występ brytyjskiej grupy Pendragon. W podsumowaniach ubiegłego 1996 roku grupa uzyskała m.in. nominację w kategorii „debiut roku” w plebiscycie miesięcznika Tylko Rock, nominację w kategorii „płyta roku” w miesięczniku Machina oraz wyróżnienie dla wokalistki Mai Konarskiej przyznane przez czasopismo Brum. W 1997 roku zespół wystąpił również w krakowskiej Hali Wisły poprzedzając grupę Mercyful Fate, na festiwalu Metalmania wraz z takimi grupami jak Tiamat, Samael, Anathema czy The Gathering oraz na Metal Hammer Festival, którego gwiazdą był zespół Megadeth. Tego samego roku w wyniku problemów zdrowotnych grupę opuścił Tomasz Wieczorek, którego zastąpił znany z występów w grupie Firebirds Maciej Kaźmierski. W nowym składzie zarejestrowany został drugi album pt. Meren Re. Słaba promocja ze strony wydawcy Metal Mind Productions, była następstwem rozwiązania kontraktu.
W 1999 roku ukazał się trzeci album grupy zatytułowany Inermis wydany nakładem wytwórni muzycznej Morbid Noizz Productions. Album cieszył się uznaniem wśród publiczności i krytyków. Patronem medialnym wydawnictwa został Program Trzeci Polskiego Radia. W ramach promocji ukazał się również teledysk do utworu pt. „Flos”. Problemy finansowe wytwórni płytowej, a tym samym brak działalności promocyjnej ze strony Morbid Noizz Productions, która wkrótce zbankrutowała spowodował rozwiązanie kontraktu przez zespół. Po negocjacjach grupa podpisała kontrakt z poprzednim wydawcą Metal Mind Productions, nakładem której w 2000 roku ukazał się czwarty album pt. Floe, od którego zespół zaczął współpracę z producentem muzycznym Marcinem Borsem. Wcześniej grupa wystąpiła m.in. podczas koncertu na festiwalu Castle Party w Bolkowie, jesienią natomiast odbyła trasę koncertową po Polsce wraz z grupami Aion i Batalion d’Amour.
13 stycznia 2001 roku grupa wystąpiła w Muzycznym Studio Trójki im. Agnieszki Osieckiej, koncert był transmitowany na antenie Programu Trzeciego Polskiego Radia oraz zarejestrowany na potrzeby pierwszego albumu koncertowego pt. Koncert w Trójce 1991–2001, który ukazał się tego samego roku. Na koncercie zostały wykonane dwa nowe utwory pt. „Meren-Re (Rapsod)” i „Jesugej von Baatur”, które również w 2001 roku ukazały się na piątym albumie studyjnym grupy pt. Yaishi nagranym z basistą Michałem Podciechowskim, który zastąpił Pawła Gotłasa. Nowe wydawnictwo grupy ukazało się również w angielskojęzycznej wersji. Wznowiony w nowej oprawie graficznej i zremasterowany został również trzeci album Moonlight pt. Inermis. Latem 2002 roku zespół przystąpił do prac nad kolejną płytą zatytułowaną Candra, album był promowany podczas koncertów w ramach trasy Dark Stars Festivals wraz z grupami Artrosis, Delight i Fading Colours. Wydawnictwo otrzymało m.in. nominację do nagrody polskiego przemysłu fonograficznego Fryderyka w kategorii Album Roku – Heavy Metal. W grudniu tego samego roku odszedł Daniel Potasz, główny kompozytor i autor tekstów zespołu.
W lutym 2003 roku grupa ponownie nagrała pierwsze wydawnictwo grupy Moonlight z 1993 roku. Potasza zastąpił znany z gościnnych występów na płytach grupy Andrzej „Gienia” Markowski, z którym w składzie 11 kwietnia 2003 roku w krakowskim studiu telewizyjnym na Krzemionkach zespół zarejestrował swój pierwszy album DVD pt. Awaken Memories Live. Jesienią grupa ponownie wystąpiła w ramach trasy koncertowej Dark Stars Festivals, w międzyczasie muzycy przygotowywali nagrania na potrzeby wydanego w 2004 roku albumu Audio 136 zawierający m.in. utwór pt. „Rosemary’s baby” autorstwa Krzysztofa Komedy. Wkrótce zespół opuścił Markowski (instrumenty klawiszowe), którego zastąpił Jakub Maciejewski, z którym grupa wystąpiła podczas koncertu poprzedzającego występ zespołu Anathema oraz 28 czerwca przed Deep Purple. 1 lipca 2005 roku grupa weszła do studia i zarejestrowała kolejnym album pt. downWords promowany w ramach dwumiesięcznej trasy koncertowej BombYourEars 2005. W 2006 ukazał się natomiast dziesiąty album Moonlight pt. Integrated in the System of Guilt.

## Dyskografia
| 1996                             | Kalpa Taru - Data: 28 października 1996 - Wydawca: Metal Mind Productions                    | –  |
| 1997                             | Meren Re - Data: marzec 1997 - Wydawca: Metal Mind Productions                               | –  |
| 1999                             | Inermis - Data: czerwiec 1999 - Wydawca: Morbid Noizz Production                             | –  |
| 2000                             | Floe - Data: 20 kwietnia 2000 - Wydawca: Metal Mind Productions                              | –  |
| 2001                             | Yaishi - Data: 25 października 2001 - Wydawca: Metal Mind Productions                        | 24 |
| 2002                             | Candra - Data: 27 listopada 2002 - Wydawca: Metal Mind Productions                           | –  |
| 2003                             | Moonlight - Data: 26 maja 2003 - Wydawca: Metal Mind Productions                             | –  |
| 2004                             | Audio 136 - Data: 24 maja 2004 - Wydawca: Metal Mind Productions                             | 40 |
| 2005                             | downWords - Data: 31 października 2005 - Wydawca: Metal Mind Productions                     | –  |
| 2006                             | Integrated in the System of Guilt - Data: 6 listopada 2006 - Wydawca: Metal Mind Productions | –  |
| 2018                             | Nate - Data: 19 stycznia 2018 - Wydawca: Moonlight                                           |    |
| „ – ” pozycja nie była notowana. |                                                                                              |    |

| 1996                             | „Cisza przed burzą” | –  | Kalpa Taru |
| 1996                             | „Kalpa Taru”        | –  | Kalpa Taru |
| 1997                             | „Wiem”              | 14 | Meren Re   |
| 1999                             | „Flos”              | –  | Inermis    |
| „ – ” pozycja nie była notowana. |                     |    |            |

| Rok  | Tytuł               | Pozycja na liście | Album      |
| Rok  | Tytuł               | SLiP              | Album      |
| ---- | ------------------- | ----------------- | ---------- |
| 1997 | „Ekstaza milczenia” | 47                | Kalpa Taru |
| 1998 | „Meren Re”          | 35                | Meren Re   |
| 1999 | „Sweet Dreams”      | 50                | –          |
| 2000 | „List z raju”       | 19                | Floe       |

| Rok  | Tytuł                                                                                | Uwagi              |
| ---- | ------------------------------------------------------------------------------------ | ------------------ |
| 1993 | Moonlight - Data: lipiec 1993 - Wydawca: Rock’n’Roller                               | - Demo             |
| 2001 | Koncert w Trójce 1991–2001 - Data: 9 kwietnia 2001 - Wydawca: Metal Mind Productions | - Album koncertowy |
| 2003 | Awaken Memories Live - Data: 2003 - Wydawca: Metal Mind Productions                  | - DVD              |

## Teledyski
| Rok  | Tytuł               | Reżyseria        | Album                             |
| ---- | ------------------- | ---------------- | --------------------------------- |
| 1999 | „Flos”              | –                | Inermis                           |
| 2000 | „List z Raju”       | –                | Floe                              |
| 2001 | „Meren-Re (Rapsod)” | Łukasz Jankowski | Yaishi                            |
| 2002 | „Ronaa”             | –                | Candra                            |
| 2004 | „Tindułin”          | –                | Audio 136                         |
| 2006 | „Plasterek”         | Andrzej Kozera   | Integrated in the System of Guilt |
| 2006 | „Reset”             | Andrzej Kozera   | Integrated in the System of Guilt |